# Carne de soya

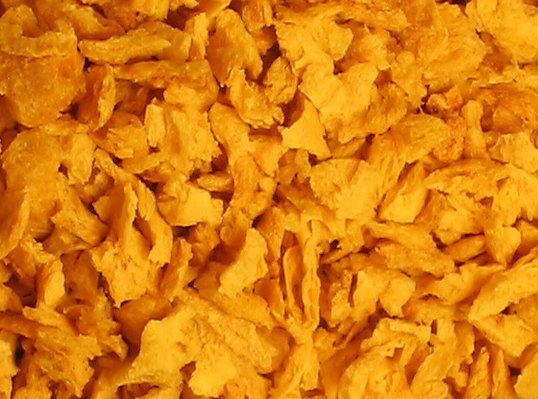
Carne de soya

La carne de soya, también conocida como soya texturizada, es una proteína que se obtiene mediante el proceso de extrusión de la harina desgrasada de soya obtenida principalmente como subproducto de la extracción de aceite de soya. 
Se utiliza en las dietas vegetarianas como aporte proteínico, y es consumida también por personas veganas.

## Obtención y características de la carne de soya
Se prepara a partir de las habas de soya, una vez se ha extraído el aceite, a la que se añaden otros ingredientes destinados a estructurar el producto final.  La pasta debe ser calentada, lo que se hace generalmente con vapor de agua, a fin de destruir los componentes tóxicos de la soya cruda y eliminar su sabor amargo. Una extrusora de doble tornillo y una cuchilla rotatoria sirven para dar la forma al producto, que debe ser enfriado y secado antes de ser envasado o incorporado a otros alimentos como ingrediente.
Su textura es esponjosa, es rica en proteína, aportando 11 aminoácidos distintos, (algunos son aminoácidos esenciales) y fibra dietética, con bajo contenido de grasa. Tiene vitaminas A, E y del grupo B (tiamina, riboflavina y niacina). Contiene minerales como fósforo, calcio, magnesio, hierro, zinc y cobre. Contiene lecitina, la cual ayuda la asimilación de vitaminas.

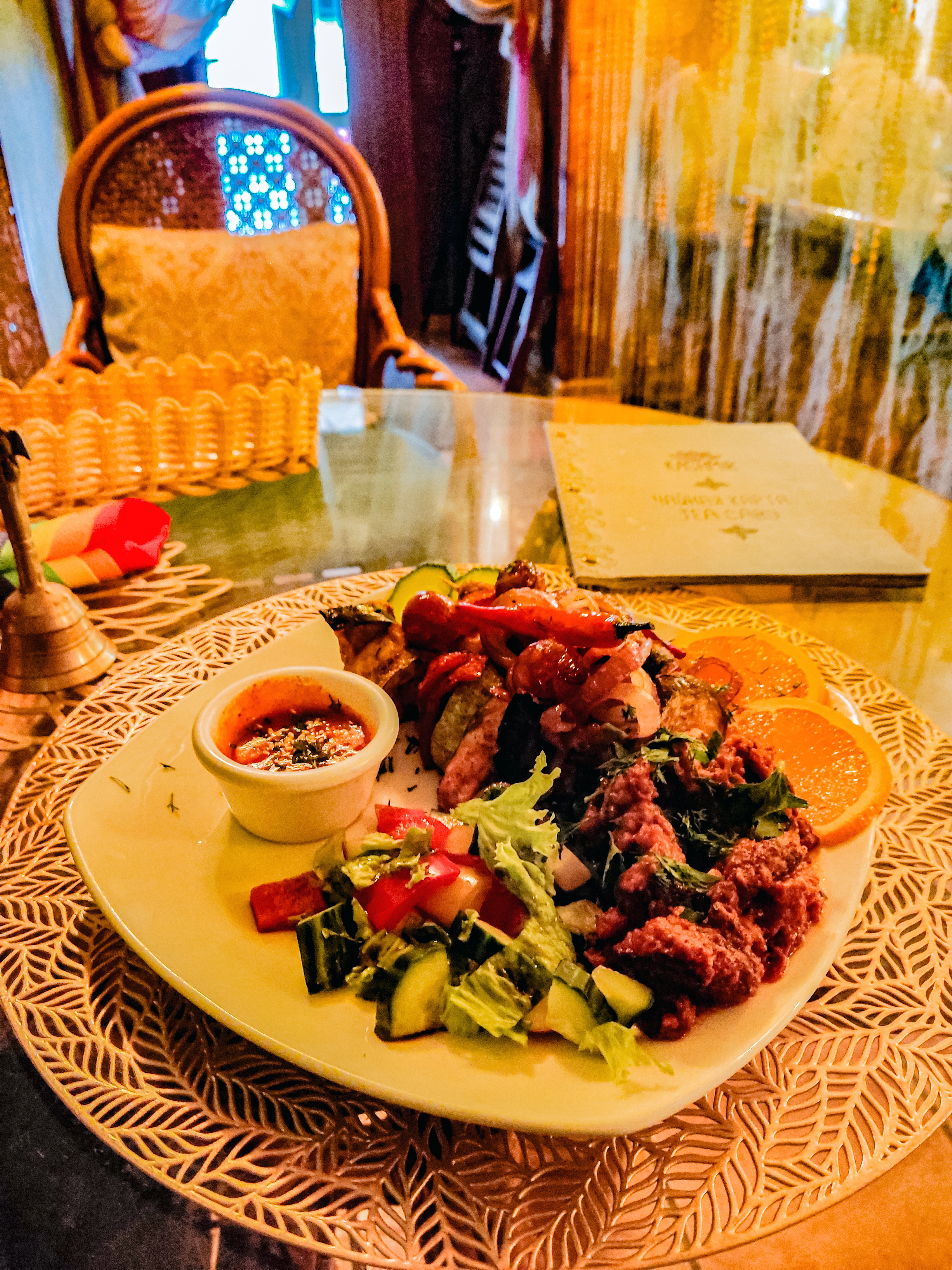
Soya kebab en un restaurante indio en San Petersburgo, Rusia

## Preparación
Puede utilizarse como sustituto de la carne ya que se puede cocinar de la misma forma, por ejemplo, en la salsa boloñesa. 
Para preparar la presentación deshidratada, se mezcla 1 taza del producto en 2 tazas de agua o caldo y se deja en remojo por unos 10 minutos. Después se cuela y se pasa por el chorro de agua apretándola hasta que el agua salga transparente y escurra todo el líquido no absorbido.